# ダグラス・ブラック (陶芸家)
ダグラス ブラック（英語表記：Douglas Black、1967年（昭和42年）5月12日 - ）とは、アメリカカンザス州出身の、日本の栃木県芳賀郡茂木町在住の芸術家であり陶芸家である。
自然と生命と宇宙の神秘を追求し、土を用いて、主に陶芸という手法を用いて表現活動を行っている。

## 経歴
1967年（昭和42年）5月12日、 カンザス州ローレンス市に生まれる。
名付け親は父親の親友であり、ネイティブ・アメリカンのアーティストのDoug Coffin。そしてダグラスの生まれ故郷のローレンスは、ネイティブ・アメリカンとの縁が深かった。そのため幼い頃から、自然や宇宙を語り上げるネイティブ・アメリカンの伝承や物語に触れて育った。特別に学んだ訳ではなかった。けれどもネイティブ・アメリカンの思想はダグラスの魂に刻まれ、後の創作活動や人生に大きな影響を与えた。
写真の勉強をしたくてオハイオ州コロンバス芸術大学に入学し芸術を学んだ。最初はデザインから学び、グラフィックデザインも学んだ。ある時、陶芸をやっていた友人の家に遊びに行き轆轤挽きを体験し、土や火を使う仕事の虜になり、写真をやめて、ガラスや木材にも触れながら彫刻や陶芸を勉強した。1987年、大学の授業の一環として招かれた日本の陶芸家により「日本の陶芸」と出会い、その姿に衝撃を受けた。そして気が付いた時には毎日のように土に触れていた。
1990年（平成2年）、同大学の陶芸科を卒業した後、在学中に同大学教授であった梶谷朕の指導を受けたのが縁となり、日本政府発行の「芸術」の在留資格の査証（ビザ）：Artist Visa を取得して、本格的に「日本の陶芸」を学ぶために来日する。
始めは三重県桑名市の陶芸家の元で6カ月間修行した。日本の伝統的な陶芸を学んだり、コンテンポラリー陶芸家のアシスタントも務めた。
1991年（平成3年）、友人から茂木に建てられていた古民家を紹介され、三重県から栃木県芳賀郡茂木町に移住し、茂木町の陶芸家・苧坂恒治に師事する。1992年。茂木町の那珂川のほとりに築窯し独立し、日本の茂木に居付く事になる。
実は茂木に移った頃は、一度アメリカに戻るつもりだった。しかしこの時期に、当時空間プロデューサーをしていた、後に栃木県益子町のカフェギャラリー「starnet」主宰となる馬場浩史（故人）と出会い、1994年（平成6年）から1997年（平成9年）にかけて馬場が起ち上げた「遊星社」の表現団体「GEOIDWORK」のメンバーとなり、舞台やファッションショーやコンサートなどの舞台美術を手掛け、プロのパーカッショニストがダグラスの製作した陶製の太鼓を叩いて1日パフォーマンスを行ったこともあった。そして縁が繋がり、益子町の陶芸店でも自身の作陶作品を扱ってもらえるようになり、気が付けば楽し過ぎて30年以上も茂木に住んでいた。
今でも陶芸の他に、ガラスや木、鉄などを素材としたオブジェやインスタレーションや空間作りにも取り組み表現活動を行っている。また今の工房は、基礎工事の本を購入し自身の手でセルフビルドで建てた。
そして茂木で自然に触れる内に生命の神秘に影響を受け、土と対話しながら、灰釉を用いて青色の斑点を、そして上絵や金彩を掛け合わせて宇宙を思わせる表現を持つ作陶をしている。